# Оптимальный размер предприятия
Оптимальный размер предприятия (социально оптимальный размер фирмы; англ. Socially optimal firm size) — размер предприятия, обеспечивающий минимальные долгосрочные средние издержки.

## Определение
Кривая долгосрочных средних издержек {\displaystyle LRAC} показывает минимальные издержки на единицу продукции, производимой при каждом возможном объёме производства, когда все ресурсы переменны, фирма имеет время, чтобы изменить комбинацию ресурсов и оптимизировать свой размер. Таким образом, кривая долгосрочных средних издержек определяет каким должен быть размер предприятия в отрасли.
Предприятие оптимального размера — предприятие, способное производить продукцию при самых низких издержках по сравнению с другими предприятиями.

## График
Кривая долгосрочных средних издержек {\displaystyle LRAC} достигает минимума в точке производства {\displaystyle Q_{2}}, где экономия является наивысшей.
Производства, где положительный эффект масштаба исчерпывается при небольших производственных мощностях, представлены малыми предприятиями (розничная торговля, фермерские хозяйства и т.п.). 
Производства, где при быстром достижении максимального положительного эффекта масштаба далее на длительном участке роста объёмов производства дезэкономия не наступает, представлены средними предприятиями (производство продуктов питания, одежды, мебели, текстиля, продуктов нефтехимии).
Производства, где положительный эффект масштаба остаётся на длительном интервале роста объема производства, то есть средние издержки минимальны только при больших объемах производства, представлены крупными предприятиями (металлургия, автомобилестроение, железнодорожный транспорт, авиастроение и другие).